# Ibrahima Camará
Ibrahima Camará (ur. 25 stycznia 1999 w Konakry) – gwinejski piłkarz występujący na pozycji pomocnika w polskim klubie Radomiak Radom.

## Kariera klubowa
Camará grę w piłkę nożną rozpoczął w szkółce Universal Footboll Academy z Konakry, należącej do Kamila Zayatte. W 2016 roku przeniósł się do akademii portugalskiego klubu SC Braga. 
W lipcu 2018 roku podpisał z SC Braga profesjonalny kontrakt i rozpoczął grę w drużynie rezerw (LigaPro). 18 sierpnia 2018 zanotował pierwszy mecz na poziomie seniorskim przeciwko GD Estoril Praia (0:1). 6 stycznia 2019 zdobył pierwszą w karierze bramkę w spotkaniu z Vitoria SC B (2:3). Łącznie w zespole rezerw zaliczył 17 ligowych występów, w których strzelił 3 gole.
W lutym 2019 roku Camará przeniósł się do Moreirense FC, z którym podpisał umowę na 4,5 roku. 17 lutego 2019 zadebiutował w Primeira Liga w wygranym 2:0 meczu z CD Tondela, w którym wszedł na boisko w 87. minucie. W sezonie 2021/2022, po przegranym play off z GD Chaves (1:2 w dwumeczu), spadł ze swoim zespołem do Liga Portugal 2.
30 sierpnia 2022 Camará związał się czteroletnim kontraktem z Boavista FC, prowadzoną przez Petita. W ciągu 3 sezonów rozegrał w barwach tego klubu 65 ligowych spotkań.
13 lipca 2025 podpisał dwuletnią umowę z polskim klubem Radomiak Radom.

## Kariera reprezentacyjna
15 października 2019 zadebiutował w reprezentacji Gwinei w towarzyskim meczu z Chile w Alicante. Rozegrał wówczas całe spotkanie i zdobył w 80. minucie bramkę, ustalając wynik na 2:3.

### Bramki w reprezentacji
| Lp. | Data                 | Miejsce                           | Przeciwnik | Bramka | Rezultat | Ranga meczu     |
| --- | -------------------- | --------------------------------- | ---------- | ------ | -------- | --------------- |
| 1.  | 15 października 2019 | Estadio José Rico Pérez, Alicante | Chile      | 2:3    | 2:3      | Mecz towarzyski |

## Statystyki kariery

### Klubowe
Aktualne na dzień 15 lipca 2025
| Klub              | Sezon             | Liga              | Liga  | Liga | Puchar kraju | Puchar kraju | Puchar ligi | Puchar ligi | Kontynentalne | Kontynentalne | Inne  | Inne | Razem | Razem |
| Klub              | Sezon             | Liga              | Mecze | Gole | Mecze        | Gole         | Mecze       | Gole        | Mecze         | Gole          | Mecze | Gole | Mecze | Gole  |
| ----------------- | ----------------- | ----------------- | ----- | ---- | ------------ | ------------ | ----------- | ----------- | ------------- | ------------- | ----- | ---- | ----- | ----- |
| SC Braga B        | 2018/2019         | LigaPro           | 17    | 3    | —            | —            | —           | —           | —             | —             | —     | —    | 17    | 3     |
| Moreirense FC     | 2018/2019         | Primeira Liga     | 7     | 0    | —            | —            | —           | —           | —             | —             | —     | —    | 7     | 0     |
| Moreirense FC     | 2019/2020         | Primeira Liga     | 8     | 0    | 2            | 0            | 0           | 0           | —             | —             | —     | —    | 10    | 0     |
| Moreirense FC     | 2020/2021         | Primeira Liga     | 16    | 0    | 1            | 0            | —           | —           | —             | —             | —     | —    | 17    | 0     |
| Moreirense FC     | 2021/2022         | Primeira Liga     | 29    | 0    | 3            | 0            | 0           | 0           | —             | —             | 1     | 0    | 33    | 0     |
| Moreirense FC     | 2022/2023         | Liga Portugal 2   | 1     | 0    | —            | —            | —           | —           | —             | —             | —     | —    | 1     | 0     |
| Moreirense FC     | Ogółem            | Ogółem            | 61    | 0    | 6            | 0            | 0           | 0           | 0             | 0             | 1     | 0    | 68    | 0     |
| Boavista FC       | 2022/2023         | Primeira Liga     | 24    | 0    | 0            | 0            | 4           | 0           | —             | —             | —     | —    | 28    | 0     |
| Boavista FC       | 2023/2024         | Primeira Liga     | 15    | 0    | 1            | 0            | 0           | 0           | —             | —             | —     | —    | 16    | 0     |
| Boavista FC       | 2024/2025         | Primeira Liga     | 26    | 0    | 1            | 0            | 0           | 0           | —             | —             | —     | —    | 27    | 0     |
| Boavista FC       | Ogółem            | Ogółem            | 65    | 0    | 2            | 0            | 4           | 0           | 0             | 0             | 1     | 0    | 71    | 0     |
| Radomiak Radom    | 2025/2026         | Ekstraklasa       | 0     | 0    | 0            | 0            | —           | —           | —             | —             | 0     | 0    | 0     | 0     |
| Ogółem w karierze | Ogółem w karierze | Ogółem w karierze | 143   | 3    | 8            | 0            | 4           | 0           | 0             | 0             | 1     | 0    | 156   | 3     |

### Reprezentacyjne
Aktualne na dzień 15 lipca 2025
| Reprezentacja | Rok    | Mecze | Gole |
| ------------- | ------ | ----- | ---- |
| Gwinea        | 2019   | 2     | 1    |
| Gwinea        | 2020   | 1     | 0    |
| Gwinea        | 2021   | 3     | 0    |
| Ogółem        | Ogółem | 6     | 1    |